# Мост Таояомынь
Таояомынь (кит.  桃夭门大桥) — вантовый мост, пересекающий одноименный пролив Восточно-Китайского моря, у восточного побережья Китая; один из Чжоушань трансокеанических мостов. Соединяет острова архипелага Чжоушань Фучи и Цэцзы. Мост является частью скоростного шоссе G9211 Нинбо—Чжоушань (宁波−舟山高速公路). Таояомынь стал третьим мостом проекта Чжоушань трансокеанических мостов.

## Характеристика
Длина — 888 м. Ограничение скорости 80 км/час.